# Сезар (кінопремія, 2016)
41-ша церемонія вручення нагород премії «Сезар» Академії мистецтв та технологій кінематографа за заслуги у царині французького кінематографу за 2015 рік відбулася 26 лютого 2016 року в Театрі Шатле у Парижі, Франція. Церемонії проходила під головуванням кінорежисера Клода Лелуша. Номінанти премії були оголошені президентом Академії Аленом Терзяном 27 січня 2016 року в паризькому ресторані Ле Фуке (фр. Le Fouquet).
Церемонія транслювалася в прямому ефірі на каналі Canal+, її ведучою виступила комедійна акторка Флоренс Форесті.
Фільми Маргарита та Мустанг отримали по 4 нагороди. Фатіма режисера Філіпа Фокона отримала Сезара за найкращий фільм.
Почесний «Сезар» вдруге (після 1998 року) було вручено американському акторові Майклу Дугласу.

## Статистика
Фільми, що отримали по декілька номінацій:
| Фільм                                                      | Номінації | Перемога |
| ---------------------------------------------------------- | --------- | -------- |
| • Маргарита / Marguerite                                   | 11        | 4        |
| • Три спогади моєї юності / Trois souvenirs de ma jeunesse | 11        | 1        |
| • Діпан / Dheepan                                          | 9         | —        |
| • Мустанг / Mustang                                        | 9         | 4        |
| • Молода кров / La Tête haute                              | 8         | 2        |
| • Мій король / Mon roi                                     | 8         | —        |
| • Фатіма / Fatima                                          | 4         | 3        |
| • Ковбої / Les Cowboys                                     | 4         | —        |
| • Щоденник покоївки / Journal d'une femme de chambre       | 3         | —        |
| • Закон ринку / La Loi du marché                           | 3         | 1        |
| • Долина любові / Valley of Love                           | 3         | 1        |
| • Справа СК1 / L'Affaire SK1                               | 2         | —        |
| • Тепла пора року / La Belle Saison                        | 2         | —        |
| • Горностай / L'Hermine                                    | 2         | 1        |
| • Запах мандарина / L'Odeur de la mandarine                | 2         | —        |

## Список лауреатів та номінантів
Переможців виділено окремим кольором, жирним шрифтом та значком ★.
| Категорії                                    | Номінанти | Номінанти                                                        | Номінанти                                                        |
| -------------------------------------------- | --- | ---------------------------------------------------------------- | ---------------------------------------------------------------- |
| Найкращий фільм                              | ★ Фатіма / Fatima (режисер: Філіп Фокон)                                                                                  | ★ Фатіма / Fatima (режисер: Філіп Фокон)                         | ★ Фатіма / Fatima (режисер: Філіп Фокон)                         |
| Найкращий фільм                              | • Діпан / Dheepan (режисер: Жак Одіар)                                                                                    |                                                                  |                                                                  |
| Найкращий фільм                              | • Закон ринку / La Loi du marché (режисер: Стефан Брізе)                                                                  |                                                                  |                                                                  |
| Найкращий фільм                              | • Маргарита / Marguerite (режисер: Ксав'є Джаннолі)                                                                       |                                                                  |                                                                  |
| Найкращий фільм                              | • Мій король / Mon roi (режисер: Майвенн)                                                                                 |                                                                  |                                                                  |
| Найкращий фільм                              | • Мустанг / Mustang (режисер: Деніз Ґамзе Ерґювен)                                                                        |                                                                  |                                                                  |
| Найкращий фільм                              | • Молода кров / La Tête haute (режисер: Еммануель Берко)                                                                  |                                                                  |                                                                  |
| Найкращий фільм                              | • Три спогади моєї юності / Trois souvenirs de ma jeunesse (режисер: Арно Деплешен)                                       |                                                                  |                                                                  |
| Найкраща режисерська робота                  | | ★ Арно Деплешен — «Три спогади моєї юності»                      | ★ Арно Деплешен — «Три спогади моєї юності»                      |
| Найкраща режисерська робота                  | • Жак Одіар — «Діпан» |                                                                  |                                                                  |
| Найкраща режисерська робота                  | • Стефан Брізе — «Закон ринку»                                                                                            |                                                                  |                                                                  |
| Найкраща режисерська робота                  | • Ксав'є Джаннолі — «Маргарита»                                                                                           |                                                                  |                                                                  |
| Найкраща режисерська робота                  | • Майвенн — «Мій король»                                                                                                  |                                                                  |                                                                  |
| Найкраща режисерська робота                  | • Деніз Ґамзе Ерґювен — «Мустанг»                                                                                         |                                                                  |                                                                  |
| Найкраща режисерська робота                  | • Еммануель Берко — «Молода кров»                                                                                         |                                                                  |                                                                  |
| Найкращий актор                              | | ★ Венсан Лендон — «Закон ринку»                                  | ★ Венсан Лендон — «Закон ринку»                                  |
| Найкращий актор                              | • Жан-П'єр Бакрі — «Неймовірно особисте життя мосьє Сіма»                                                                 |                                                                  |                                                                  |
| Найкращий актор                              | • Венсан Кассель — «Мій король»                                                                                           |                                                                  |                                                                  |
| Найкращий актор                              | • Франсуа Дам'єн — «Ковбої»                                                                                               |                                                                  |                                                                  |
| Найкращий актор                              | • Жерар Депардьє — «Долина любові»                                                                                        |                                                                  |                                                                  |
| Найкращий актор                              | • Джесутасан Антонітасан — «Діпан»                                                                                        |                                                                  |                                                                  |
| Найкращий актор                              | • Фабріс Лукіні — «Горностай»                                                                                             |                                                                  |                                                                  |
| Найкраща акторка                             | | ★ Катрін Фро — «Маргарита»                                       | ★ Катрін Фро — «Маргарита»                                       |
| Найкраща акторка                             | • Любна Абідар — «Сильно кохана»                                                                                          |                                                                  |                                                                  |
| Найкраща акторка                             | • Еммануель Берко — «Мій король»                                                                                          |                                                                  |                                                                  |
| Найкраща акторка                             | • Сесіль де Франс — «Тепла пора року»                                                                                     |                                                                  |                                                                  |
| Найкраща акторка                             | • Катрін Денев — «Молода кров»                                                                                            |                                                                  |                                                                  |
| Найкраща акторка                             | • Ізабель Юппер — «Долина любові»                                                                                         |                                                                  |                                                                  |
| Найкраща акторка                             | • Соріа Зеруаль — «Фатіма»                                                                                                |                                                                  |                                                                  |
| Найкращий актор другого плану                | | ★ Бенуа Мажимель — «Молода кров»                                 | ★ Бенуа Мажимель — «Молода кров»                                 |
| Найкращий актор другого плану                | • Андре Маркон — «Маргарита»                                                                                              |                                                                  |                                                                  |
| Найкращий актор другого плану                | • Мішель Фо — «Маргарита»                                                                                                 |                                                                  |                                                                  |
| Найкращий актор другого плану                | • Луї Гаррель — «Мій король»                                                                                              |                                                                  |                                                                  |
| Найкращий актор другого плану                | • Венсан Ротьє — «Діпан»                                                                                                  |                                                                  |                                                                  |
| Найкраща акторка другого плану               | | ★ Сідсе Бабетт Кнудсен — «Горностай»                             | ★ Сідсе Бабетт Кнудсен — «Горностай»                             |
| Найкраща акторка другого плану               | • Сара Форестьє — «Молода кров»                                                                                           |                                                                  |                                                                  |
| Найкраща акторка другого плану               | • Аньєс Жауї — «На плаву»                                                                                                 |                                                                  |                                                                  |
| Найкраща акторка другого плану               | • Ноемі Львовскі — «Тепла пора року»                                                                                      |                                                                  |                                                                  |
| Найкраща акторка другого плану               | • Карін Віар — «21 ніч з Патті»                                                                                           |                                                                  |                                                                  |
| Найперспективніший актор                     | | ★ Род Парадо — «Молода кров»                                     | ★ Род Парадо — «Молода кров»                                     |
| Найперспективніший актор                     | • Сванн Арло — «Анархісти»                                                                                                |                                                                  |                                                                  |
| Найперспективніший актор                     | • Кантен Дольмер — «Три спогади моєї юності»                                                                              |                                                                  |                                                                  |
| Найперспективніший актор                     | • Фелікс Моаті — «Давайте утрьох»                                                                                         |                                                                  |                                                                  |
| Найперспективніший актор                     | • Фіннеган Олдфілд — «Ковбої»                                                                                             |                                                                  |                                                                  |
| Найперспективніша акторка                    | | ★ Зіта Анро — «Фатіма»                                           | ★ Зіта Анро — «Фатіма»                                           |
| Найперспективніша акторка                    | • Лу Руа-Леколліне — «Три спогади моєї юності»                                                                            |                                                                  |                                                                  |
| Найперспективніша акторка                    | • Каміль Коттен — «Ідіотка — королева сердець»                                                                            |                                                                  |                                                                  |
| Найперспективніша акторка                    | • Сара Жиродо — «Дурості»                                                                                                 |                                                                  |                                                                  |
| Найперспективніша акторка                    | • Даян Руксель — «Молода кров»                                                                                            |                                                                  |                                                                  |
| Найкращий сценарій                           | | ★ Деніз Ґамзе Ерґювен, Аліс Вінокур — «Мустанг»                  |                                                                  |
| Найкращий сценарій                           | • Ное Дебре, Тома Бідеґен, Жак Одіар — «Діпан»                                                                            |                                                                  |                                                                  |
| Найкращий сценарій                           | • Ксав'є Джаннолі — «Маргарита»                                                                                           |                                                                  |                                                                  |
| Найкращий сценарій                           | • Еммануель Берко, Марсія Романо — «Молода кров»                                                                          |                                                                  |                                                                  |
| Найкращий сценарій                           | • Арно Деплешен, Жулі Пейр — «Три спогади моєї юності»                                                                    |                                                                  |                                                                  |
| Найкращий адаптований сценарій               | | ★ Філіп Фокон — «Фатіма»                                         | ★ Філіп Фокон — «Фатіма»                                         |
| Найкращий адаптований сценарій               | • Давид Ельгоффен, Фридерик Телльє — «Справа СК1»                                                                         |                                                                  |                                                                  |
| Найкращий адаптований сценарій               | • Самюель Беншетрі — «Асфальт»                                                                                            |                                                                  |                                                                  |
| Найкращий адаптований сценарій               | • Венсан Гаренк, Стефані Кабель — «Справедливість або хаос»                                                               |                                                                  |                                                                  |
| Найкращий адаптований сценарій               | • Гелен Зіммер, Бенуа Жако — «Щоденник покоївки»                                                                          |                                                                  |                                                                  |
| Найкраща музика до фільму                    | | ★ Воррен Елліс — «Мустанг»                                       | ★ Воррен Елліс — «Мустанг»                                       |
| Найкраща музика до фільму                    | • Рафаель Арош — «Ковбої»                                                                                                 |                                                                  |                                                                  |
| Найкраща музика до фільму                    | • Енніо Морріконе — «У травні роби все, що тобі подобається»                                                              |                                                                  |                                                                  |
| Найкраща музика до фільму                    | • Стівен Ворбек — «Мій король»                                                                                            |                                                                  |                                                                  |
| Найкраща музика до фільму                    | • Грегуар Гецель — «Три спогади моєї юності»                                                                              |                                                                  |                                                                  |
| Найкращий монтаж                             | ★ Матильда Ван де Мортель — «Мустанг»                                                                                     | ★ Матильда Ван де Мортель — «Мустанг»                            | ★ Матильда Ван де Мортель — «Мустанг»                            |
| Найкращий монтаж                             | • Жульєт Вельфлін — «Діпан»                                                                                               |                                                                  |                                                                  |
| Найкращий монтаж                             | • Сиріл Накаш — «Маргарита»                                                                                               |                                                                  |                                                                  |
| Найкращий монтаж                             | • Симон Жаке — «Мій король»                                                                                               |                                                                  |                                                                  |
| Найкращий монтаж                             | • Лоранс Бріо — «Три спогади моєї юності»                                                                                 |                                                                  |                                                                  |
| Найкраща операторська робота                 | | ★ Крістоф Оффенштейн — «Долина любові»                           | ★ Крістоф Оффенштейн — «Долина любові»                           |
| Найкраща операторська робота                 | • Епонін Момансо — «Діпан»                                                                                                |                                                                  |                                                                  |
| Найкраща операторська робота                 | • Глінн Спекарт — «Маргарита»                                                                                             |                                                                  |                                                                  |
| Найкраща операторська робота                 | • Давид Шизалле — «Мустанг»                                                                                               |                                                                  |                                                                  |
| Найкраща операторська робота                 | • Ірина Любчанськи — «Три спогади моєї юності»                                                                            |                                                                  |                                                                  |
| Найкращі декорації                           | ★ Мартін Курель — «Маргарита»                                                                                             | ★ Мартін Курель — «Маргарита»                                    | ★ Мартін Курель — «Маргарита»                                    |
| Найкращі декорації                           | • Мішель Бартелемі — «Діпан»                                                                                              |                                                                  |                                                                  |
| Найкращі декорації                           | • Катя Вишкоп — «Щоденник покоївки»                                                                                       |                                                                  |                                                                  |
| Найкращі декорації                           | • Жан Рабасс — «Запах мандарина»                                                                                          |                                                                  |                                                                  |
| Найкращі декорації                           | • Тома Бакуні — «Три спогади моєї юності»                                                                                 |                                                                  |                                                                  |
| Найкращий дизайн костюмів                    | ★ П'єр-Жан Ларрок — «Маргарита»                                                                                           | ★ П'єр-Жан Ларрок — «Маргарита»                                  | ★ П'єр-Жан Ларрок — «Маргарита»                                  |
| Найкращий дизайн костюмів                    | • Анаїс Роман — «Щоденник покоївки»                                                                                       |                                                                  |                                                                  |
| Найкращий дизайн костюмів                    | • Селін Созен — «Мустанг»                                                                                                 |                                                                  |                                                                  |
| Найкращий дизайн костюмів                    | • Катрін Летер'є — «Запах мандарина»                                                                                      |                                                                  |                                                                  |
| Найкращий дизайн костюмів                    | • Наталі Рауль — «Три спогади моєї юності»                                                                                |                                                                  |                                                                  |
| Найкращий звук                               | ★ Франсуа Музі, Габріель Гафнер — «Маргарита»                                                                             | ★ Франсуа Музі, Габріель Гафнер — «Маргарита»                    | ★ Франсуа Музі, Габріель Гафнер — «Маргарита»                    |
| Найкращий звук                               | • Даніель Сорбіно, Велері Делюф, Сиріл Гольтц — «Діпан»                                                                   |                                                                  |                                                                  |
| Найкращий звук                               | • Ніколя Прово, Аньєс Равез, Еммануель Крозе — «Мій король»                                                               |                                                                  |                                                                  |
| Найкращий звук                               | • Ібрагім Гок, Дам'єн Гійом, Олів'є Гуйнар — «Мустанг»                                                                    |                                                                  |                                                                  |
| Найкращий звук                               | • Ніколя Конта, Сільвен Мельбран, Стефан Тібо — «Три спогади моєї юності»                                                 |                                                                  |                                                                  |
| Найкращий дебютний фільм                     | ★ Мустанг / Mustang (реж. Деніз Гамза Ерґювен)                                                                            | ★ Мустанг / Mustang (реж. Деніз Гамза Ерґювен)                   | ★ Мустанг / Mustang (реж. Деніз Гамза Ерґювен)                   |
| Найкращий дебютний фільм                     | • Справа СК1 / L'Affaire SK1 (реж. Фридерик Телльє)                                                                       |                                                                  |                                                                  |
| Найкращий дебютний фільм                     | • Ковбої / Les Cowboys (реж. Тома Бідеґен)                                                                                |                                                                  |                                                                  |
| Найкращий дебютний фільм                     | • Ні на небесах, ні на землі / Ni le ciel ni la terre (реж. Климент Кожітор)                                              |                                                                  |                                                                  |
| Найкращий дебютний фільм                     | • Разом або ніяк / Nous trois ou rien (реж. Кейрон)                                                                       |                                                                  |                                                                  |
| Найкращий повнометражний анімаційний фільм   | ★ Маленький принц / Le Petit Prince (реж. Марк Осборн)                                                                    | ★ Маленький принц / Le Petit Prince (реж. Марк Осборн)           | ★ Маленький принц / Le Petit Prince (реж. Марк Осборн)           |
| Найкращий повнометражний анімаційний фільм   | • Адама / Adama (реж. Симон Руби)                                                                                         |                                                                  |                                                                  |
| Найкращий повнометражний анімаційний фільм   | • Авріл і підробний світ / Avril et le Monde truqué (реж. Крістіан Дімар, Франк Екінсі)                                   |                                                                  |                                                                  |
| Найкращий короткометражний анімаційний фільм | ★ Недільна їжа / Le Repas dominical (реж. Селін Дево)                                                                     | ★ Недільна їжа / Le Repas dominical (реж. Селін Дево)            | ★ Недільна їжа / Le Repas dominical (реж. Селін Дево)            |
| Найкращий короткометражний анімаційний фільм | • Американська ніч Анжеліки / La Nuit américaine d'Angélique (реж. П'єр-Еммануель Лієт, Жоріс Клерте)                     |                                                                  |                                                                  |
| Найкращий короткометражний анімаційний фільм | • Під твоїми пальцями / Sous tes doigts (реж. Марі-Крістін Куртес)                                                        |                                                                  |                                                                  |
| Найкращий короткометражний анімаційний фільм | • Тигри вервечкою / Tigres à la queue leu leu (реж. Бенуа Ш'ю)                                                            |                                                                  |                                                                  |
| Найкращий документальний фільм               | ★ Завтра / Demain (реж. Сиріл Діон, Мелані Лоран)                                                                         | ★ Завтра / Demain (реж. Сиріл Діон, Мелані Лоран)                | ★ Завтра / Demain (реж. Сиріл Діон, Мелані Лоран)                |
| Найкращий документальний фільм               | • Перламутровий ґудзик / El botón de nácar (реж. Патрісіо Гусман)                                                         |                                                                  |                                                                  |
| Найкращий документальний фільм               | • фр. Cavanna jusqu'à l'ultime seconde, j’écrirai (реж. Деніс Робер)                                                      |                                                                  |                                                                  |
| Найкращий документальний фільм               | • Зникле зображення / L'image manquante (реж. Ритхі Пань)                                                                 |                                                                  |                                                                  |
| Найкращий документальний фільм               | • Молодь Німеччини / Une jeunesse allemande (реж. Жан-Габріель Перьо)                                                     |                                                                  |                                                                  |
| Найкращий короткометражний фільм             | ★ Бокова алея / La Contre-allée (реж. Сесіль Дюкрок)                                                                      | ★ Бокова алея / La Contre-allée (реж. Сесіль Дюкрок)             | ★ Бокова алея / La Contre-allée (реж. Сесіль Дюкрок)             |
| Найкращий короткометражний фільм             | • Останній із справжніх французів / Le Dernier des Céfrans (реж. П'єр-Еммануель Уркан)                                    |                                                                  |                                                                  |
| Найкращий короткометражний фільм             | • Спробуй померти молодим / Essaie de mourir jeune (реж. Морган Сімон)                                                    |                                                                  |                                                                  |
| Найкращий короткометражний фільм             | • Гі Моке / Guy Môquet (реж. Демі Еренгер)                                                                                |                                                                  |                                                                  |
| Найкращий короткометражний фільм             | • Мій герой / Mon héros (реж. Сільван Деклюз)                                                                             |                                                                  |                                                                  |
| Найкращий фільм іноземною мовою              | США ★ Бердмен / Birdman (США, реж. Алехандро Гонсалес Іньярріту)                                                          | США ★ Бердмен / Birdman (США, реж. Алехандро Гонсалес Іньярріту) | США ★ Бердмен / Birdman (США, реж. Алехандро Гонсалес Іньярріту) |
| Найкращий фільм іноземною мовою              | Угорщина • Син Саула / Saul fia (Угорщина), реж. Ласло Немеш                                                              |                                                                  |                                                                  |
| Найкращий фільм іноземною мовою              | Бельгія • Я помер, але у мене є друзі / Je suis mort mais j’ai des amis (Бельгія, реж. Гійом Маландрен, Стефан Маландрен) |                                                                  |                                                                  |
| Найкращий фільм іноземною мовою              | Італія • Моя мати / Mia madre (Італія, реж. Нанні Моретті)                                                                |                                                                  |                                                                  |
| Найкращий фільм іноземною мовою              | Іран • Таксі / تاکسی‎ (Іран, реж. Джафар Панагі)                                                                           |                                                                  |                                                                  |
| Найкращий фільм іноземною мовою              | Бельгія • Надновий заповіт / Le Tout Nouveau Testament (Бельгія, реж. Жако Ван Дормель)                                   |                                                                  |                                                                  |
| Найкращий фільм іноземною мовою              | Італія • Юність / La giovinezza (Італія, реж. Паоло Соррентіно)                                                           |                                                                  |                                                                  |

### Спеціальні нагорода
| Почесний «Сезар» |  | • Майкл Дуглас | • Майкл Дуглас |